# Vidua chalybeata
Vidua chalybeata là một loài chim trong họ Viduidae.